# Gibon cu mâini albe
Gibonul cu mâini albe (Hylobates lar), este o primată pe cale de dispariție din familia gibonilor, Hylobatidae. Este unul dintre cei mai cunoscuți giboni și este adesea ținut în captivitate.

## Descriere fizică

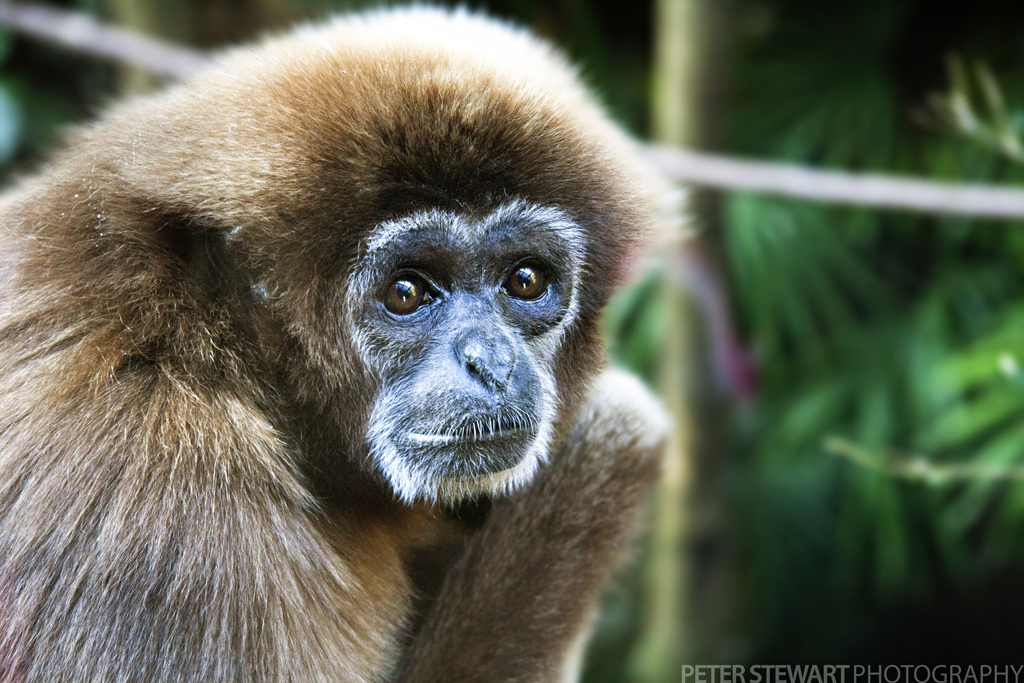
Un prim-plan al capului

Culoarea blănii gibonului cu mâini albe variază de la negru și maro-închis la nuanțe de maro deschis și bej. Mâinile și picioarele sunt de culoare albă, de asemenea, un inel de păr alb înconjoară fața neagră. Atât masculii, cât și femelele pot prezenta toate variantele de culoare, iar sexele, de asemenea, diferă doar puțin în mărime. Gibonii se propulsează prin pădure legănându-se sub ramuri folosindu-și brațele. Dat fiind acest mod de locomoție, gibonul cu mâinile albe are degete curbate, mâini alungite, brațe extrem de lungi și picioare relativ scurte, dându-i un indice intermembranar de 129,7, unul dintre cele mai mari dintre primate. Ca și în cazul tuturor maimuțelor, numărul vertebrelor caudale a fost redus drastic, ducând la pierderea unei cozi funcționale.

## Distribuție și habitat

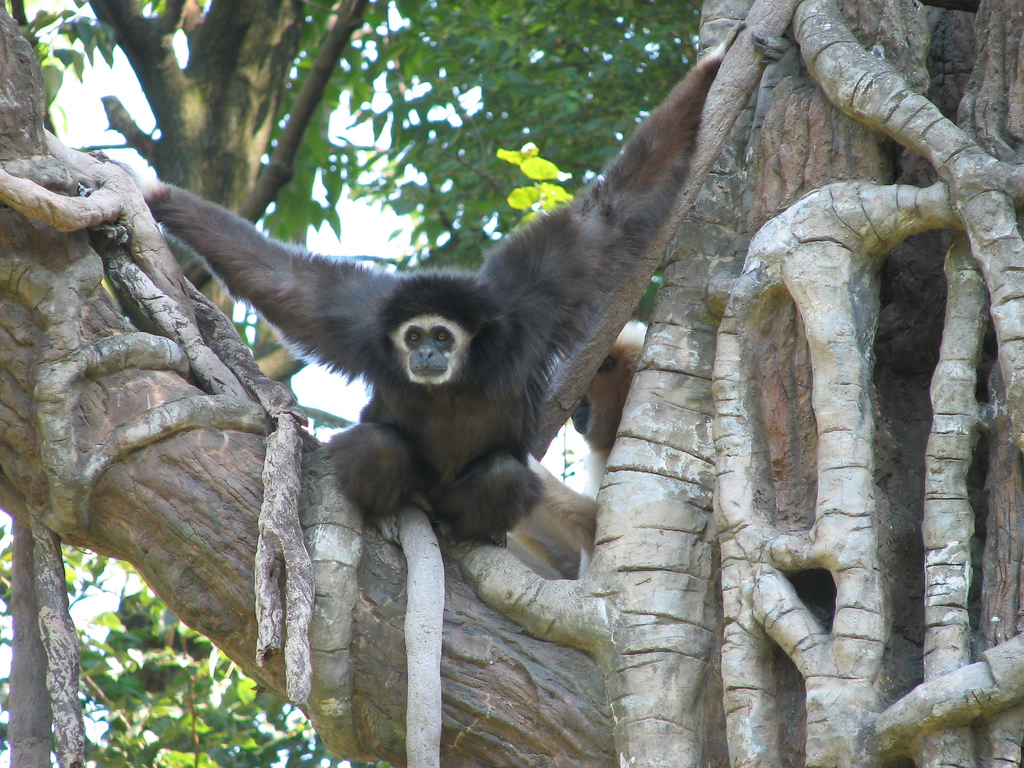
Un gibon cu mâini albe. Se poate observa blana mai închisă la culoare a unor indivizi

Gibonii cu mâini albe au cel mai mare areal nord-sud dintre toate speciile de gibon. Se găsesc în Indonezia, Laos, Malaezia, Myanmar și Thailanda. Arealul lor s-a extins istoric de la sud-vestul Chinei până la Thailanda și Birmania la sud până la întreaga Peninsula Malaeză în pădurile tropicale. Este prezent și în partea de nord-vest a insulei Sumatra. În special în ultimele decenii aria continentală a fost redusă și fragmentată. Gibonii cu mâini albe sunt probabil dispăruți în China, dar dacă mai există, ar fi găsiți doar în sud-vestul Yunnanului, fostul lor teritoriu.
Gibonul mare se găsește de obicei în păduri de dipterocarp de câmpie și de deal, inclusiv în pădurile tropicale de câmpie și submontane, păduri mixtă de foioase și de bambus și păduri veșnic verzi. De obicei, gibonii nu se găsesc la mai mult de 1200 metri deasupra nivelului mării. Raza lor de acțiune se extinde prin sudul și estul Myanmarului, dar numai la est de râul Salween. Se găsesc prin Peninsula Malaeză. Specia există și la vest de râul Mekong în nord-vestul Laosului și nordul Sumatrei. Gibonul cu mâini albe poate fi găsit trăind simpatric cu alte câteva primate, inclusiv urangutani (Pongo pygmaeus), siamangi (S. syndactylus), Hylobates pileatus⁠(d), mamifere din genul Trachypithecus⁠(d), Presbytis thomasi⁠(d), lorisul lent (Nycticebus coucang) și câțiva macaci (genul Macaca) În Thailanda, gibonii cu mâini albe sunt probabil între 15.000 și 20.000, putând fi doar 10 în China, dacă există.

## Dietă

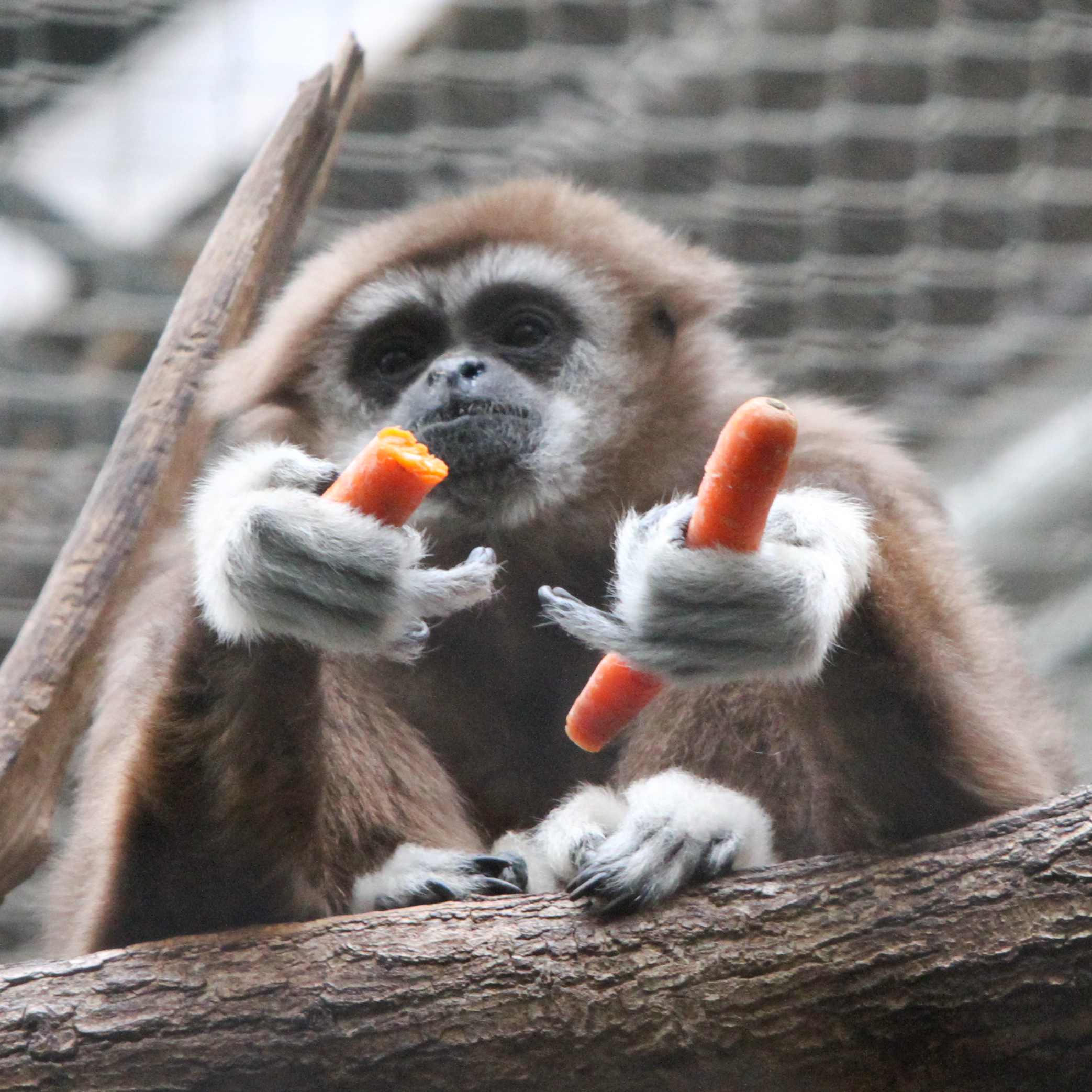
Un gibon cu mâini albe mâncând morcovi

Gibonul cu mâini albe este considerat frugivor, fructele constituind 50% din dieta sa, dar frunzele (29%) sunt o parte substanțială, restul formând insectele (13%) și florile (9%). În sălbăticie, gibonii cu mâini albe consumă o mare varietate de alimente, inclusiv smochine și alte fructe mici, dulci, fructe de liană, fructe de copac și fructe de pădure, precum și frunze tinere, muguri și flori, lăstari noi, viță de vie, lăstari de viță de vie și insecte, inclusiv călugărițe și viespi și chiar ouă de păsări. În lunile de vară, când smochinele și frunzele sunt mai puțin disponibile, consumul de insecte crește de douăzeci de ori față de iarnă.

## Comportament

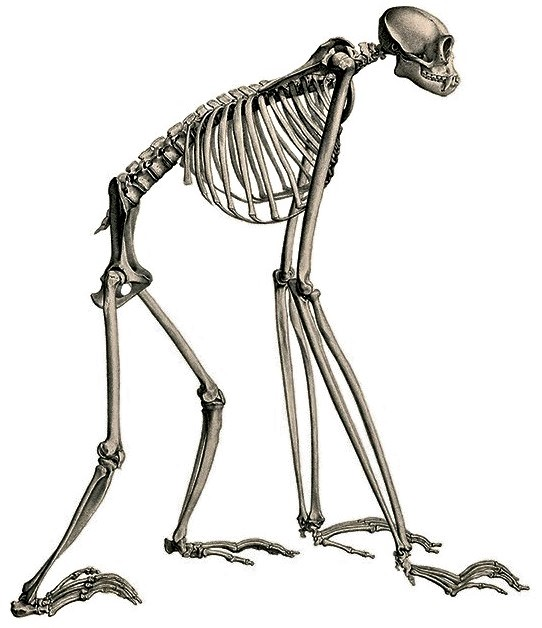
Schelet

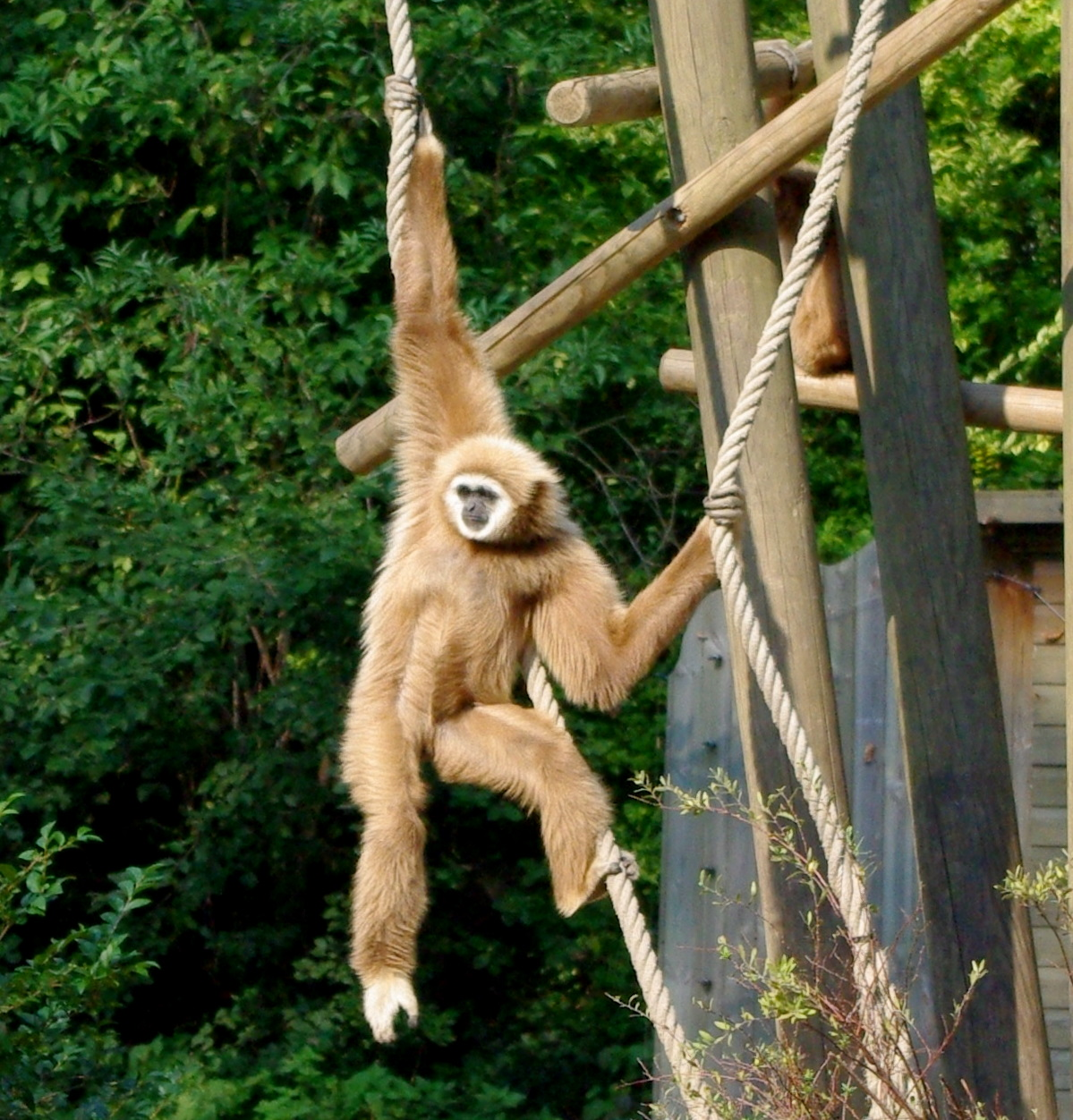
Un gibon cu mâini albe atârnând și jucându-se pe frânghie la Grădina Zoologică din Lille, Franța

Gibonii cu mâini albe sunt diurni și arboricoli, trăind în pădurile tropicale. Gibonii sunt de obicei activi pentru o medie de 8,7 ore pe zi, părăsind locurile de dormit chiar în jurul răsăritului și întorcându-se în copacii pentru dormit cu (în medie) 3,4 ore înainte de apus. În medie, ei își petrec zilele hrănindu-se (32,6%), odihnindu-se (26,2%), călătorind (24,2%), în activități sociale (11,3%), vocalizând (4,0%) și în întâlniri dintre grupuri (1,9%), deși proporțiile activităților se pot schimba semnificativ pe parcursul anului. Rareori coboară pe pământ, folosindu-și în schimb brațele lungi pentru a se deplasa prin copaci. Deși coboară rar pe pământ în mod natural, în timp ce sunt acolo, merg biped cu brațele ridicate deasupra capetelor pentru echilibru. Organizarea lor socială este dominată de perechi de familii monogame, cu un mascul de reproducere și o femelă împreună cu descendenții lor. Când un minor atinge maturitatea sexuală, acesta este expulzat din unitatea familială. Cu toate acestea, această concepție tradițională a fost analizată. Studiile pe termen lung efectuate în Parcul Național Khao Yai din Thailanda sugerează că sistemul lor de împerechere este oarecum flexibil, încorporând copulări extra-perechi, schimbări de partener și grupări poliandre. Această poliandrie multimasculină poate fi atribuită utilizării în cooperare a teritoriului și apărării feminine. Pe măsură ce dimensiunea intervalului crește, masculii au mai mult succes în a-l apăra într-o pereche sau în grup. În plus, aceste copulări de perechi suplimentare pot crește șansa de reproducere cu un partener de calitate genetică superioară și pot reduce șansa de pruncucidere.

### Vocalizări
Grupurile de familie locuiesc pe un teritoriu ferm, pe care îl protejează gonind alți giboni cu strigătele lor. În fiecare dimineață, familia se adună la marginea teritoriului său și începe un „mare apel”, un duet între perechea reproducătoare. Fiecare specie are o chemare specifică și fiecare pereche de reproducere are variații unice pe tema respectivă. Aceste apeluri sunt una dintre trăsăturile folosite pentru a determina diferențele de specii între giboni. Studii recente indică faptul că cântecul gibonului a evoluat pentru a comunica conflictul în termeni de prădare. În prezența unui tigru, leopard de copac, vultur Spilornis cheela⁠(d) sau piton reticulat aceste strigări se schimbă.

### Reproducere
Din punct de vedere sexual, sunt similari cu alți giboni. Împerecherea poate avea loc în fiecare lună a anului, dar cele mai multe concepții au loc în sezonul uscat din martie, cu un vârf de nașteri în sezonul ploios târziu, în octombrie. În medie, femelele reproduc pentru prima dată la aproximativ 11 ani în sălbăticie, mult mai târziu decât în captivitate. Sarcina durează în medie șase luni, iar sarcinile sunt de obicei cu un singur pui. Tinerii sunt alăptați aproximativ doi ani, iar maturitatea deplină vine la aproximativ opt ani. Speranța de viață a gibonilor cu mâini albe în sălbăticie este de aproximativ 25 de ani.

## Conservare
Gibonii cu mâini albe sunt amenințați în diferite moduri. Uneori sunt vânați pentru carnea lor, alteori un părinte este ucis pentru a captura indivizii mai tineri pentru a-i transforma în animale de companie, dar poate cea mai răspândită este pierderea habitatului. Habitatele gibonului sunt amenințate de defrișarea pădurilor pentru construcția de drumuri, agricultură, ecoturism, spațiu pentru animale domestice, incendii de pădure, exploatare forestieră de subzistență și/sau ilegală, construirea de noi sate și pentru plantații de ulei de palmier.